# Sniper Elite III
Sniper Elite III je taktická stealth střílečka z pohledu třetí osoby z roku 2014, kterou vyvinula a vydala společnost Rebellion Developments. Hra je prequelem svého předchůdce Sniper Elite V2 z roku 2012 a je třetím dílem série Sniper Elite. Přímé pokračování, Sniper Elite 4, bylo vydáno v roce 2017.

## Příběh
Děj hry Sniper Elite III se odehrává přibližně tři roky před událostmi hry Sniper Elite V2 a sleduje osudy důstojníka OSS Karla Fairburna, který se během druhé světové války účastní konfliktu v severní Africe a snaží se zastavit vývoj nové smrtící zbraně a zlikvidovat odpadlého nacistického velitele, který je za ni zodpovědný.

## Multiplayer
Multiplayer ve hře se skládá z pěti soutěžních režimů: Týmový deathmatch, Deathmatch, Distance King, No Cross a Capture the Flag. Podobně jako v hlavní kampani je k dispozici velký výběr map s rozsáhlým otevřeným prostředím.

## Vydání a ohlasy
Hra celosvětově vyšla 27. června 2014 pro Microsoft Windows. Hra byla současně vydána v PAL regionech pro PlayStation 3, PlayStation 4, Xbox 360 a Xbox One a v Severní Americe 1. července společností 505 Games. Videohra byla kritiky přijata smíšeně.